# Адипінова кислота

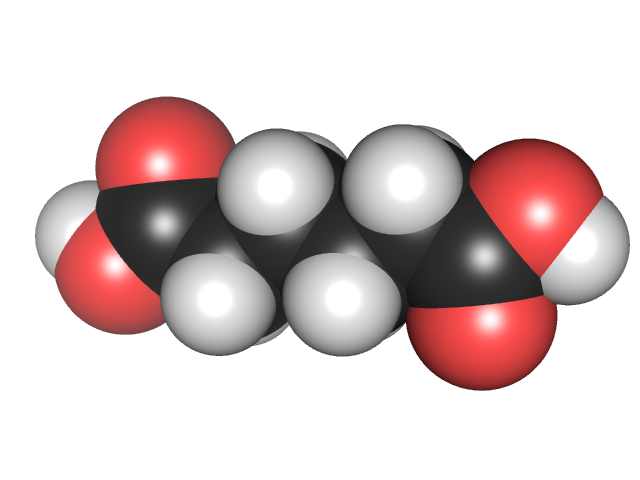

Адипі́нова кислота́ — кристалічна речовина; двохосновна, порівняно слабка.
Температура плавлення адипінової кислоти становить +150 °C, розчинність за температури +15 °C — 1,42 %, а за температури +100 °C — 61,53 % (від маси).
Завислий у повітрі пил цієї кислоти вибухонебезпечний, осілий — пожежонебезпечний. Пил кислоти подразнює слизові оболонки.

## Властивості естерів адипінової кислоти
| Сполука                                          | tпл, °C | tкип, °C/мм рт.ст. | d20 4        | n20 D         |
| ------------------------------------------------ | ------- | ------------------ | ------------ | ------------- |
| Метиладипінат H3COCO(CH2)4COOH                   | 3       | 160/12             | —            | —             |
| Диметиладипінат H3COCO(CH2)4COOCH3               | 8,5     | 110/2              | 1,0625       | 1,4284        |
| Етиладипінат H5C2OCO(CH2)4COOH                   | 28-29   | 169-170/17         | 1,081        | 1,4384        |
| Диетиладипинат H5C2OCO(CH2)4COOC2H5              | −21,4   | 127/13             | 1,0261       | 1,4272        |
| Дибутиладипінат H9C4OCO(CH2)4COOC4H9             | −37,5   | 145/4              | 0,9652       | 1,4369        |
| Диізопропіладипінат HC(CH3)2OCO(CH2)4COO(CH3)2CH | —       | 136/14             | —            | —             |
| Диаліладипінат H2CHC=H2COCO(CH2)4COOCH2=CHCH2    | −33     | 125-137/3-4        | 1,0235-1,025 | 1,4532-1,4554 |

## Лабораторні методики синтезу
Адипінову кислоту з   гарним виходом можна отримати,  окиснюючи її циклогексанол чи  циклогексанон оксидом хрому (VI), дихроматом калію або дихроматом натрію у присутності сірчаної кислоти:
3C6H11OH + 8CrO3 + 12H2SO4 = 3HOOC-(CH2)4-COOH + 4Cr2(SO4)3 + 15H2O
3C6H11OH + 4K2Cr2O7 + 16H2SO4 = 3HOOC-(CH2)4-COOH + 4Cr2(SO4)3 + 4K2SO4 +19H2O
Дихромат калію не зручно використовувати через його низьку розчинність — в розчині окисника багато води, в якому розчиняється адипінова кислота [джерело не вказане 4354 дні].
Органічну речовину  потрібно поступово вливати в окисник по краплям, тому що  при цій реакції виділяться дуже багато тепла.